# 沙托日龙
沙托日龙（法語：Châteaugiron，法語發音：[ʃatoʒiʁɔ̃]）是法国伊勒-维莱讷省的一个市镇，位于该省中部偏东南，属于雷恩区。

## 历史
沙托日龙成立于2017年1月1日，由原沙托日龙、奥塞和圣欧班迪帕瓦伊三个市镇合并而成。

## 地理
沙托日龙（48°2'53"N, 1°30'11"W）面积23.52 平方千米，位于法国布列塔尼大區伊勒-维莱讷省，该省份为法国西北部沿海省份，位于布列塔尼半岛东部，北濒大西洋，西接阿摩尔滨海省和莫尔比昂省，南至大西洋卢瓦尔省，西南端接曼恩-卢瓦尔省，东临马耶讷省，东北与芒什省接壤。
与沙托日龙接壤的市镇（或旧市镇、城区）包括：皮雷-尚塞、努瓦图、多马涅、栋卢、维莱讷河畔努瓦亚勒、阿芒利斯。
沙托日龙的时区为UTC+01:00、UTC+02:00（夏令时）。

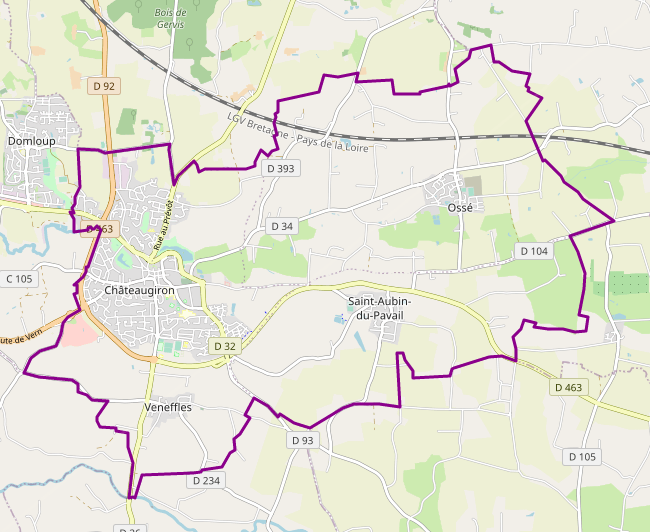
沙托日龙的OSM定位图

## 行政
沙托日龙的邮政编码为35410，INSEE市镇编码为35069。

## 政治
沙托日龙所属的省级选区为沙托日龙县。

## 人口

1962-2008年间沙托日龙人口变化图示

沙托日龙于2022年1月1日时的人口数量为10688人。